# Констанция (футбольный клуб)
«Констанция» (исп. CD Constancia) — испанский футбольный клуб из города Инка в автономном сообществе Балеарские острова. Клуб основан в 1922 году, домашние матчи проводит на стадионе «Ноу Камп д'Инка», вмещающем 10 000 зрителей. В Примере команда никогда не выступала, лучшим результатом является 3-е место в Сегунде в сезонах 1942/43 и 1943/44.

## Сезоны по дивизионам
- Сегунда — 11 сезонов
- Сегунда B — 3 сезона
- Терсера — 60 сезонов
- Региональные лиги — 9 сезонов

## Достижения
- Терсера
  - Победитель (8): 1940/41, 1961/62, 1982/83, 1983/84, 1996/97, 1998/99, 2004/05, 2011/12